# غاري كولينز (لاعب كرة قدم أمريكية)
غاري كولينز (بالإنجليزية: Gary Collins)‏ هو لاعب كرة قدم أمريكية أمريكي، ولد في 20 أغسطس 1940 في ويليامزتاون في الولايات المتحدة.

## وصلات خارجية
- غاري كولينز على موقع مرجع كرة القدم المحترفة.كوم (الإنجليزية)
- غاري كولينز على موقع إن إن دي بي (الإنجليزية)